# ريتشارد توملينسون
ريتسارد جون تشارلز توملينسون (بالإنجليزية: Richard Tomlinson) (وُلد في 3 يناير 1963) هو ضابط سابق في الاستخبارات البريطانية. حاجج ريتشارد أنه تعرض للفصل غير العادل من الاستخبارات البريطانية عام 1996 وحاول الذهاب برئيسه في العمل إلى مجلس عدلي. رفضت الاستخبارات البريطانية ذلك وكانت حجتها أن ذلك سيخرق أمن الدولة.
سُجن توملينسون عام 1997 بموجب قانون الأسرار الرسمية لعام 1989 لتقديمه ملخص لكتاب مقترح يلخص فيه مسيرته المهنية مع الاستخبارات البريطانية لناشر أسترالي. قضى ستة أشهر من العقوبة المقررة وهي اثني عشر شهر قبل أن يُعطى إطلاق سراح مشروط، وعندئذ غادر البلاد. نُشر الكتاب الذي أتى بعنوان «الخرق الكبير» في موسكو عام 2001 (ولاحقًا في إدنبرة)، ثم أصدرت مجلة الصنداي تايمز سلسلة للكتاب. يفصّل الكتاب أوجه متعددة لعمليات الاستخبارات البريطانية، مُدعيًا أنها وظفت مُخبرًا في البنك الاتحادي الألماني يملك «رخصة للقتل»، أكد رئيس الاستخبارات البريطانية هذا الادعاء في جلسة استماع علنية.
ساعد توملينسون محمد الفايد في تحقيقه الخاص الممول من قبله لمعرفة قَتَلة الأميرة ديانا أميرة ويلز وابن محمد الفايد دودي. ادعى توملينسون أن الاستخبارات البريطانية فكرت في اغتيال سلوبودان ميلوزوفيتش رئيس صربيا من خلال تدبير حادث سيارة باستخدام ضوء ومّاض (ستروب) ليُعمي السائق. اقترح توملينسون أن الاستخبارات البريطانية قتلت ديانا ودودي الفايد بنفس الطريقة، وبرغم ذلك، رُفض هذا الاقتراح بعد استجواب الاستخبارات البريطانية عام 2007. اعترفت الاستخبارات البريطانية أن خططًا من هذه الطبيعة قد وُضعت بخصوص مسؤول شرق أوروبي مختلف، ولكنها قوبلت بالرفض من قبل الإدارة.
وافقت الاستخبارات البريطانية عام 2009 بالسماح لتوملينسون بالعودة إلى بريطانيا ووقف تجميد عائدات كتابه وإسقاط التهديد بالتهم الموجهة إليه، واعتذرت الاستخبارات البريطانية عن سوء معاملته. سُمح للموظفين في الاستخبارات البريطانية بالاحتكام لمحاكم العمل منذ عام 2000 وتمكنوا من تشكيل اتحاد نقابي منذ عام 2008.

## نشأته
وُلد ريتشارد جون تشارلز توملينسون في هاميلتون بنيوزيلندا  وترعرع في قرية ناغراوهيا. كان الطفل الأوسط في العائلة المكونة من ثلاثة أخوة. ينحدر والده من عائلة لانكاشاير المزارعة وعمل لصالح وزارة الزراعة. التقى بزوجته بينما كان يدرس الزراعة في جامعة نيوكاسل. انتقلت العائلة إلى كومبريا في إنجلترا عام 1968. فاز توملينسون الشاب بمنحة دراسية من مدرسة بارنارد المستقلة في كاونتيدورهام حيث عاصر روري أندروود وروب أندرو اللذين أصبحا لاعبي ركبي دوليين في منتخب إنجلترا. تميز توملينسون بالرياضيات والفيزياء، ونال منحة دراسية من كلية جونفيل وكايوس في كامبريدج عام 1981.
يتذكر المؤرخ أندرو روبيرتس زميل دراسة توملينسون قائلًا: «كان طالبًا لامعًا وساحرًا، وكان معروفًا بين الشباب بشربه وبراعته الرياضية، وبين البنات لمظهره الأنيق الغامض». كان من بين أصدقائه جيديون راشمان الذي كتب له توصية بعد أن رفض مدرسه فعل ذلك. أكمل توملينسون تدريب الطيران مع سرب الطائرات التابع لجماعة كامبريدج ونال نصف درجة زرقاء في مسابقة البيناثلون الحديثة. تخرج من جامعة كامبريدج مع مرتبة الشرف في هندسة الطيران عام 1984 وتقربت منه الاستخبارات البريطانية لكنه رفض عرضهم. خضع لامتحانات بعد تخرجه للانضمام إلى البحرية الملكية بصفته ضابط في أسطول سلاح الجو، لكنه فشل في تجاوز الاختبارات الطبية بسبب ربو كان يعاني منه في طفولته. بدلًا من ذلك، تقدم لمنحة كينيدي ونالها، وقد مكنته من دراسة السياسة التقنية في معهد ماساشوستس للتكنولوجيا بتمويل كامل بين عامي 1986 و1987. وبعد ذلك نال جائزة من مؤسسة روتاري تمكنه من الدراسة في أي بلد يختاره لمدة عام واحد، وعليه فقد سجل في دورة العلوم السياسية في جامعة بيونس أيرس إذ أصبح يتحدث الإسبانية بطلاقة. تابع اهتماماته الجوية وتأهل ليصبح طيارًا شراعيًا في سلاح الجو الأرجنتيني. عمل توملينسون في الفترة بين عامي 1988 و1989 في منطقة مايفير بلندن لشركة الاستشارات الإدراية بوز ألين هاميلتون.

## الخدمة في الجيش والاستخبارات البريطانية
وجد تومليسنون أن عمله المكتبي غير مُرضٍ، لذا انضم إلى الجيش الإقليمي في سبتمبر عام 1989، وبعد تجاوز الاختبار خدم بصفته احتياطيًا في الخدمات الجوية الخاصة في فوج البنادق الفنية، وبعدها في الفوج الثالث والعشرين للخدمات الجوية الخاصة، وتخرج بعدها بصفته قافزًا مظليًا ومشغل إشارة. مثّل بريطانيا عام 1990 في كأس الجمل وفي المنافسات بصربيا وفي قطع الصحارى وحيدًا على دراجة نارية. تمتع بالخبرة التي اكتسبها، وعليه قدم طلبًا للانضمام إلى الاستخبارات البريطانية، وقد انضم إلها بشكل رسمي في الثالث والعشرين من سبتمبر عام 1991. أكمل تدريبه مع الاستخبارات البريطانية وكان أفضل من جُنّد في دفعته، وكُرم برمز «بوكس 1» الذي نادرًا ما يُعطى من قبل الضباط المدربين، بمن فيهم نيكولاس لانغمان.
عمل توملينسون في قسم العمليات السوفييتية الذي كان نشطًا في المراحل الأخيرة من الحرب الباردة ضد الاتحاد السوفييتي. أُرسل لأداء دور ديبلوماسي في موسكو، وكان أحد العملاء المسؤولين عن استرجاع أرشيف ميتروخين القيّم عام 1992. في الفترة ما بين مارس 1992 وسبتمبر 1993، عمل توملينسون في وحدة التحكم في الاستخبارات البريطانية في أوروبا الشرقية تحت المسمى الوظيفي يو كي آي/7. بينما كان يعمل هناك، اكتُشف أن حزب المحافظين البريطاني كان يتلقى تبرعات من داعمين صرب. في نوفمبر عام 1993، التحق بوحدة التحكم بالبلقان وأُرسل إلى سراييفو لستة أشهر بصفته ممثل الاستخبارات البريطانية في البوسنة خلال تفكك ما عُرف سابقًا بيوغسلافيا. كان هناك بصفته «ضابط استهداف» بمهمة معينة لتحديد المخبرين المحتملين وجمع المعلومات الاستخبارية. وصفه الجندي الذي رافقه إلى البوسنة أنه شخص مسؤول وعبوس وغير محترف إطلاقًا، لكن تومليسنون طعن بهذه التوصيفات.
في الفترة بين عامي 1994 و1995، عمل توملينسون في قسم «مكافحة انتشار الأسلحة» العملياتي. أُوكلت له أول مهمة في هذا القسم بالعمل بصفته عميلًا متخفيًا ضد إيران، إذ نجح باختراق الاستخبارات الإيرانية. تظاهر بأنه رجل أعمال بريطاني، وتسلل إلى شبكة من تجار السلاح تتضمن ناحوم مانبار. دعمت الحكومة البريطانية الإيرانيين بمواد لصناعة السلاح الكيميائي من أجل الحصول على معلومات استخبارية حول برنامج إيران العسكري. تُعتبر توصيفات تومليسنون لعمله في إيران صحيحة، بسبب لانخراطه الشخصي ومعرفته بمعلومات لا يعرفها إلا من يكون داخل تلك المنظومة.
سرّحته الاستخبارات البريطانية من العمل في الثاني والعشرين من مايو عام 1995 عندما انتهت فترة اختباره التي مُدّدت فوق المعيار الأساسي، وهو ستة أشهر، نظرًا لشكوك من مديره المباشر حول شخصيته. ادعى توملينسون أنه أصيب باكتئاب حاد بعد وفاة حبيبته بالسرطان، وأنه كان يعاني من كرب تالٍ للصدمة النفسية بعد مشاهدته لتعذيب مدنيٍّ أثناء حصار سراييفو، وأن الاستخبارات البريطانية كانت تعاني لاحتواء حالته. قالت الاستخبارات البريطانية إنه سُرح من العمل لأنه «لم يكن يعمل ضمن فريق، وينقصه الدافع، وله اهتمام قصير الأمد بالخدمة»، لكنها اعترفت لاحقًا أنه دخل في صراع شخصي مع مديره المباشر. سبب آخر لتسريحه من العمل كان كما وصفت الاستخبارات البريطانية «أنه يذهب إلى حفلات السمر». ادعى توملينسون أنه لم يصدر أي سبب رسمي لتسريحه من العمل، وأنه كان في منتصف مهمته عندما وجد نفسه ممنوعًا من الدخول إلى مقر الاستخبارات البريطانية الرئيسي. اقترح أصدقاء لتوملينسون أنه سُرح من العمل لانتقاده تكتيكات الاستخبارات البريطانية غير الأخلاقية. حاجج توملينسون أن مشرفيه في العمل صرفوا النظر عن ظروفه الشخصية بشكل غير عادل. طعن توملينسون في أسباب وشرعية تسريحه من العمل وحاول أخذ القضية إلى محكمة العمل، لكن الاستخبارات البريطانية كانت تتمتع بحصانة عامة مكفولة من وزير الخارجية مالكوم ريفكيند. عندما اتضح لتومليسنون أنه لا يملك أي مصدر قانوني للاستئناف ضد تسريحه من العمل غادر المملكة المتحدة، وتابع بمحاججته للمخابرات البريطانية من خلال نشر مقالات في الصحافة الدولية تُظهر علاجه بينما كان يعمل على كتاب يفصّل مسيرته المهنية في سلك الاستخبارات.
في عام 1998، أوصت لجنة الاستخبارات والأمن في البرلمان البريطاني أن تخضع الاستخبارات البريطانية لقانون العمل البريطاني، ومنذ عام 2000، أصبح الموظفون في الاستخبارات البريطانية يتمتعون بنفس حقوق العمل التي يتمتع بها المواطن البريطاني العادي، بما في ذلك العقود المكتوبة والحق في الوصول إلى محكمة العمل، ورغم ذلك، رفضت الاستخبارات البريطانية أن تُطبق هذه الإجراءات على قضية توملينسون بأثر رجعي. لم تحصل الاستخبارات البريطانية على حصانة عامة منذ قضية توملينسون.